# Кубок Греции по волейболу среди женщин
Кубок Греции по волейболу — второй по значимости, после национального чемпионата, турнир в ряду соревнований волейбольных клубов Греции. Проводится с 1999 года.

## Формула соревнований
Соревнования проходят по системе плей-офф («осень-весна»). Победители полуфинальных матчей в финале определяют обладателя Кубка. В финале розыгрыша 2024/25 «Олимпиакос» победил «Паниониос» 3:2.

## Победители
| Год  | Победитель             |
| ---- | ---------------------- |
| 1999 | «Врилиссион» Врилиссия |
| 2000 | «Врилиссион» Врилиссия |
| 2001 | «Панэллиниос» Афины    |
| 2002 | ЗАОН Кифисия           |
| 2003 | «Врилиссион» Врилиссия |
| 2004 | «Врилиссион» Врилиссия |
| 2005 | «Панатинаикос» Афины   |
| 2006 | «Панатинаикос» Афины   |
| 2007 | турнир не доигран      |
| 2008 | «Панатинаикос» Афины   |

| Год  | Победитель           |
| ---- | -------------------- |
| 2009 | «Панатинаикос» Афины |
| 2010 | «Панатинаикос» Афины |
| 2011 | «Олимпиакос» Пирей   |
| 2012 | «Олимпиакос» Пирей   |
| 2013 | «Олимпиакос» Пирей   |
| 2014 | «Олимпиакос» Пирей   |
| 2015 | «Олимпиакос» Пирей   |
| 2016 | «Олимпиакос» Пирей   |
| 2017 | «Олимпиакос» Пирей   |
| 2018 | «Олимпиакос» Пирей   |

| Год  | Победитель           |
| ---- | -------------------- |
| 2019 | «Олимпиакос» Пирей   |
| 2020 | турнир не доигран    |
| 2021 | ПАОК Салоники        |
| 2022 | «Панатинаикос» Афины |
| 2023 | АЭК Афины            |
| 2024 | «Олимпиакос» Пирей   |
| 2025 | «Олимпиакос» Пирей   |

### Титулы
| Клуб                   | Победы |
| ---------------------- | ------ |
| «Олимпиакос» Пирей     | 12     |
| «Панатинаикос» Афины   | 6      |
| «Врилиссион» Врилиссия | 4      |
| «Панэллиниос» Афины    | 1      |
| ЗАОН Кифисия           | 1      |
| ПАОК Салоники          | 1      |
| АЭК Афины              | 1      |